# Serrat Alt (les Llosses)
El Serrat Alt és una muntanya de 1.013 metres que es troba al municipi de les Llosses, a la comarca catalana del Ripollès.